# Conrado I da Germânia
Conrado I (em alemão: Konrad, 881 – 23 de dezembro de 918), chamado o Jovem, foi rei da Frância Oriental de 911 a 918. Ele foi o primeiro não rei da dinastia carolíngia, o primeiro a ser eleito pela nobreza e o primeiro a ser ungido. Ele foi escolhido como o rei pelos governantes dos ducados da Frância Oriental após a morte do jovem rei Luís, a Criança. De origem franca, antes desta eleição, ele governou o ducado da Francônia a partir de 906.

## Biografia
Conrado era filho do duque Conrado da Turíngia (também chamado de o Velho) e sua esposa Glismut, provavelmente parente de Ota, esposa do imperador carolíngio Arnulfo de Caríntia e mãe de Luís, a Criança. Os Conradinos, condes na região de Lahngau, foram partidários leais dos carolíngios. Ao mesmo tempo, eles competiram vigorosamente pela supremacia na Francônia com os filhos do duque Henrique da Francônia no Castelo de Bamberg. Em 906, as duas partes lutaram entre si perto de Fritzlar. Conrado, o Velho foi morto , assim como dois dos três irmãos da família Babenberg. O rei Luís, a Criança, então, tomou o lado dos Conradinos e o terceiro irmão dos babenbergs, Adalberto, foi preso e executado pouco depois, apesar da promessa de salvo conduto pelo chanceler do rei, o arcebispo Hatto I de Mainz. Conrado tornou-se o duque incontestável de toda a Francônia. No entanto, ele falhou em suas tentativas de estender o domínio dos Conradinos sobre o oeste de Lorena após a morte de seu tio, o duque Gebardo.

## Reinado

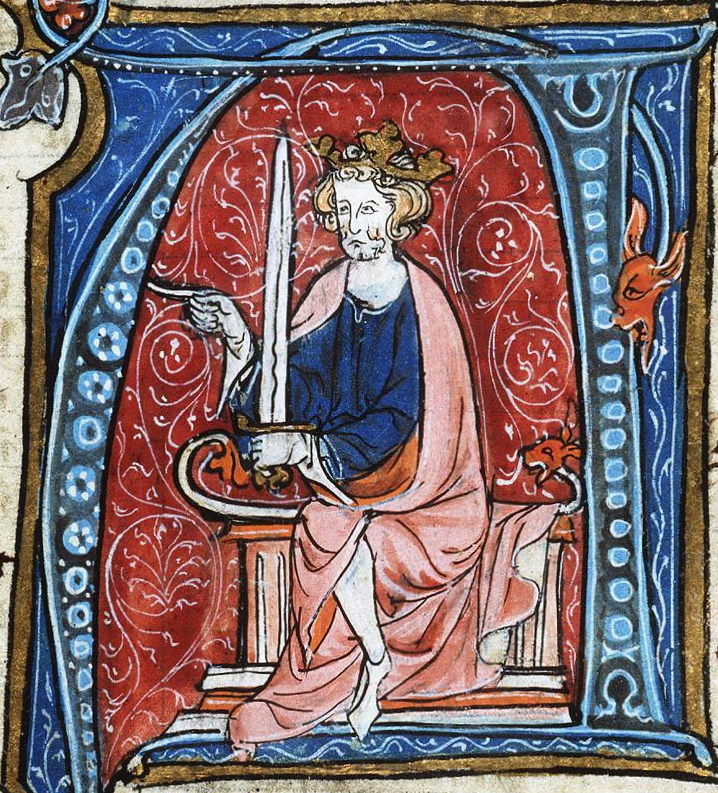
Rei Conrado, do Spieghel Historiael de Jacob van Maerlant, m. 1330

Após a morte de Luis a Criança, Conrado foi eleito rei da Frância Oriental em 10 de novembro de 911 em Forchheim pelos governantes da Saxônia, Suábia e Baviera. Os duques impediram a sucessão do trono do parente carolíngio de Luis, Carlos o Simples, rei da Frância Ocidental. Eles escolheram um descendente dos Conradinos, que estava maternalmente relacionado com o último rei. Somente o rival de Conrado, Reginaldo da Lorena se recusou a dar-lhe sua fidelidade e se juntou à Frância Ocidental.
Pelo fato de Conrado I ser um dos duques, ele encontrou dificuldades em estabelecer sua autoridade sobre os outros. O duque Henrique da Saxônia esteve em conflito com Conrado I até 915 e sua luta contra Arnulfo, duque da Baviera, custou-lhe a vida. Burcardo II duque da suábia exigiu e recebeu mais autonomia. Arnulfo da Baviera pediu assistência aos magiares em sua revolta e, quando derrotado, fugiu para as terras de Magiar. Por isso, ele foi condenado à morte como um traidor, mas o poderoso duque conseguiu evitar a execução.
Em 913 Conrado se casou com a irmã do conde Suábio Erchanger, neto do rei Luís, o Germânico. Cunigunda, viúva de Liutpold e mãe do duque Arnulfo da Baviera, deu-lhe dois filhos: Cunigunda e Herman, ambos nascidos em 913.

Reino de Conrado I (em verde), com a Lorena junta na Frância Ocidental.

Em 913 Erchanger se revoltou contra Conrado I. Em 914, ele capturou Salomão III, bispo de Constança, o conselheiro-chefe de Conrado. Erchanger foi exilado, mas ainda conseguiu derrotar o exército real em uma batalha perto do lago de Constança. Ele finalmente foi preso por traição na assembleia de nobres em Hohenaltheim na Suábia e em 21 de janeiro de 917 foi executado junto com seu irmão Bertoldo.
O reinado de Conrado foi marcado por conflitos contínuos e, em geral, mal sucedidas no objetivo de defender o poder do rei contra o poder crescente dos duques locais. Suas campanhas militares contra Carlos, o Simples para recuperar Lorena e a cidade imperial de Aachen terminaram em fracasso. O arcebispo Ratbod de Trier tornou-se chanceler franco ocidental em 913. O reino de Conrado também foi exposto às incursões contínuas dos Magiares desde a desastrosa derrota das forças da Baviera na Batalha de Pressburgo em 907, levando a um declínio considerável em sua autoridade. Sua tentativa de mobilizar o episcopado da Frância Oriental liderada pelo arcebispo Unni de Bremen para sua causa no sínodo de Hohenaltheim de 906 não foi suficiente para compensar outras falhas. Após vários confrontos, Conrado, ao menos, conseguiu chegar a um acordo com o duque Henrique da Saxônia. Os incansáveis duques suábios Erchanger (executado em 917) e Burcardo II eram uma ameaça contínua, assim como Arnulfo, duque da Baviera.
Severamente ferido em uma de suas batalhas com Arnulf, Conrad morreu em 23 de dezembro de 918 em sua residência no Castelo de Weilburg. Ele foi enterrado na Catedral de Fulda.
De acordo com a Res gestae saxonicae pelo cronista Viduquindo de Corvey, Conrado em seu leito de morte persuadiu seu irmão mais novo, Eberardo da Francônia a oferecer a coroa real a Henrique, o Passarinheiro  e um dos seus principais oponentes, já que ele considerava que Henrique era o único duque capaz de manter o reino em conjunto diante de rivalidades internas entre os duques e as incursões Magiares contínuas. Não foi até 919, quando Eberardo e os outros nobres francos aceitaram o conselho de Conrado e Henrique foi eleito rei como Henrique I no Reichstag de Fritzlar. A realeza agora mudou de francos para saxões, que sofreram muito durante as conquistas de Carlos Magno e ficaram orgulhosos de sua identidade.
Eberardo sucedeu Conrado como duque de Francônia. Ele foi morto em 939 na Batalha de Andernach durante sua rebelião contra o imperador Otão I, onde o ducado da Francônia tornou-se uma possessão imperial direta da dinastia Otoniana até 1024.